# Jules Poirée
Pour une homonymie de patronyme, voir Poirée.
Georges Jules Joachim Poirée (1817-1866), dit Jules Poirée, est un ingénieur français, spécialiste des chemins de fer.

## Biographie

### Famille et formation
Georges Jules Joachim Poirée est né le 30 juillet 1817 à Lamontjoie, dans le département de Lot-et-Garonne. Ses parents sont, Charles Antoine François Poirée (1785-1873) Ingénieur des ponts et chaussées, et Émilie Georges (1797-1832). Il est le frère cadet de Charles Antoine Poirée (1815-1860), également Ingénieur des ponts et chaussées.
Il est élève du « collège royal de Saint-Louis » (devenu le Lycée Saint-Louis) lorsqu'il reçoit le deuxième accessit à l'épreuve des Mathématiques spéciales du Concours général. Il est admis à l'École royale de polytechnique, avec notamment Henri Dupuy de Lôme, promotion 1835. Il intègre l'École des Ponts et Chaussées en novembre 1837.
Il se marie, avec Gabrielle Émilie Erhard (1819-1875), le 17 septembre 1840 à Paris.

### Ingénieur
Devenu aspirant ingénieur du Corps des ponts et chaussées il est attaché au département de l'Orne, puis le 15 août 1840 il est chargé du service d'arrondissement de Melun (Seine-et-Marne. Par l'ordonnance du roi du 10 mai 1842, Jules Poirée est promu ingénieur ordinaire de 2e classe.
Au mois d'avril 1846, Jules Poirée est autorisé à entrer au service de la Compagnie du chemin de fer de Paris à Lyon, créée le « 1er mars 1846 », pour  prendre part aux travaux de construction de sa ligne. Sous l'autorité d'Adolphe Jullien, l'ingénieur en chef de la compagnie, il est chargé des travaux de la majeure partie de la section située dans les départements de Seine-et-Oise et de Seine-et-Marne. En septembre 1849, Jules Poirée, ingénieur ordinaire de deuxième classe, est nommé chevalier de l'Ordre Impérial de la Légion d'honneur. Sa décoration lui est remise, le dimanche 10 septembre, par le président de la République Louis-Napoléon Bonaparte lors de son arrivée au débarcadère parisien pour l'inauguration de la première section jusqu'à Sens du chemin de fer de Paris à Lyon. L'ingénieur Poirée étant le « hardi constructeur du viaduc de Brunoy ».
Le 1er mars 1852 il est mis, à sa demande, en congé illimité et autorisé à passer au service de la nouvelle Compagnie du chemin de fer de Paris à Lyon. Ce même mois il est nommé sous-directeur de l'exploitation toujours sous la direction d'Adolphe Jullien qui conserve ses postes de directeur de l'exploitation et de la construction.
Le 1er juin 1857, il passe au service de la Compagnie des chemins de fer de l'Ouest comme ingénieur en chef de la construction et en août 1859 nommé inspecteur général des travaux de toutes les lignes de la Compagnie de l'Ouest ;
En 1863, il est l'ingénieur en chef de la compagnie dite Société générale des chemins de fer Romains.
Jules Poirée a 48 ans lorsqu'il meurt à Paris le 16 mai 1866.

## Distinction
- Chevalier de la Légion d'honneur : décret du 8 septembre 1849[9].

## Publications
- Jules Poirée (ingénieur des ponts et chaussées), « Note sur les résultats relatifs à l'évaluation de la puissance des consommations produites par les machines locomotives mixtes employées au remorquage des trains de voyageurs entre Paris et Montereau sur le chemin de fer de Paris à Lyon », Mémoires et compte-rendu des travaux de la société des ingénieurs civils, vol. 5,‎ 1852, p. 55-59 (lire en ligne, consulté le 19 octobre 2016).
- J. Poirée (ingénieur des ponts et chaussées, « Note sur la résistance des wagons à freins et sur les frottement de glissement », Mémoires et compte-rendu des travaux de la société des ingénieurs civils, vol. 5,‎ 1852, p. 110-115 (lire en ligne, consulté le 19 octobre 2016).
- J. Poirée (ingénieur des ponts et chaussées, « Résultats d'expériences dynamométriques sur le tirage des trains », Mémoires et compte-rendu des travaux de la société des ingénieurs civils, vol. 5,‎ 1852, p. 115-124 (lire en ligne, consulté le 19 octobre 2016).
- J. Poirée (ingénieur des ponts et chaussées, « Note sur l'influence du diamètre des roues des wagons sur les frais de traction des trains », Mémoires et compte-rendu des travaux de la société des ingénieurs civils, vol. 6,‎ 1853, p. 150-164 (lire en ligne, consulté le 19 octobre 2016).

## Sources
- Archives nationales, F/14/2302/1 (dossier personnel au ministère des Travaux publics).